# شینو
شینوه، روستایی است از توابع بخش وزینه و در شهرستان سردشت استان آذربایجان غربی ایران.

## جمعیت
این روستا در دهستان ملکاری قرار داشته و بر اساس سرشماری سال ۱۳۸۵ جمعیت آن ۳۱۳ نفر (۵۹ خانوار)
بوده‌است.